# Међународни дан светлости
Међународни дан светлости (енгл. International Day of Light) обележава се сваке године 16. маја. Његова сврха је, према УНЕСК-у, да ојача сарадњу и искористи свој потенцијал за подстицање мира и развоја. Технологије засноване на светлости играју важну улогу у образовању, науци, уметности, култури, одрживом развоју, комуникацијама, енергетици и медицини. Годишњу прославу организује Унеско 

## Историја
Генерална конференција УНЕСК-а је на својој 39 седници, од 7. до 22. новембра 2017. године прогласила 16. мај за Међународни дан светлости.
Прву прославу Међународног дана светлости организовао је Унеско 16. маја 2018, на годишњицу дана када је 1960. године инжењер и физичар Теодор Мејман успешно емитовао први ласерски зрак помоћу рубинског кристала. Од 2018. године широм света се организују различите манифестације.
Међународни дан светлости треба да омогући подизање свести на глобалном нивоу о великој улози коју светлост и технологије на бази светлости има у животима грађана света у области науке, технологије, културе, образовања и одрживог развоја.
Међународни дан светлости уследио је после успешно организоване Међународне године светлости 2015. у чијем обележавању је учествовало 147 земаља света. Дан су предложиле Гана, Мексико, Нови Зеланд и Руска Федерација, а подржао га је Извршни одбор Унеска и на Генералној конференцији 27 земаља: Аргентина, Колумбија, Чешка Република, Демократска Република Конго, Доминиканска Република, Република Еквадор, Египат, Финска, Иран, Обала Слоноваче, Кенија, Либан, Мадагаскар, Малезија, Мароко, Никарагва, Србија, Јужна Африка, Судан, Шведска, Нигерија, Парагвај, Катар, Того, Вијетнам, Уганда и Зимбабве. Генерална конференција Унеска одобрила је предлог у новембру 2017.

## Сврха
Проучавање светлости и технологија заснованих на светлости помогло нам је да трансформишемо наш свет на изванредне начине. Технологије засноване на светлости укључују микроскопе, рендгенске машине, телескопе, камере, електрична светла и телевизијске екране. Међународни дан светлости има за циљ да промовише научну сарадњу и да искористи потенцијал науке за промовисање мира и одрживог развоја.